# セルウィウス・コルネリウス・レントゥルス
セルウィウス・コルネリウス・レントゥルス（ラテン語: Servius Cornelius Lentulus、生没年不詳）は紀元前4世紀末の共和政ローマの政治家・軍人。紀元前303年に執政官（コンスル）を務めた。

## 出自
パトリキ（貴族）であるコルネリウス氏族の出身。父も祖父もプラエノーメン（第一名、個人名）はグナエウスである。
ヴィルヘルム・ドルマンによれば、セルウィウスは紀元前275年の執政官ルキウス・コルネリウス・レントゥルス・カウディヌスの祖父であるとする。しかし、祖父と孫にしては、執政官就任の間隔が30年と近すぎる。このため、フリードリッヒ・ミュンツァーとサムナーは、ルキウスの祖父は記録には残っていないがセルウィウスの同名の叔父と考えている。

## 経歴
紀元前303年に執政官に就任。同僚執政官はプレブス（平民）のルキウス・ゲヌキウス・アウェンティネンシスであった。この年、レントゥルスはフルシノ（現在のフロジノーネ）の謀略の調査を行った：
続いて小さな遠征隊がウンブリアに送られた。

## 参考資料
- ティトゥス・リウィウス『ローマ建国史』
- カピトリヌスのファスティ
- Drumann, Wilhelm, Geschichte Roms in seinem Übergange von der republikanischen zur monarchischen Verfassung oder Pompeius, Caesar, Cicero und ihre Zeitgenossen. Hildesheim, 1964,
- Münzer, Friedrich, Paulys Realencyclopädie der classischen Altertumswissenschaft
- Sumner GV, Orators in Cicero's Brutus: Prosopography and Chronology, 1973